# Colletes escalerai
Colletes escalerai är en biart som beskrevs av Noskiewicz 1936. Colletes escalerai ingår i släktet sidenbin, och familjen korttungebin. Inga underarter finns listade i Catalogue of Life.